# Juan Manuel Cano
Juan Manuel Cano Ceres (San Miguel de Tucumán, 12 dicembre 1987) è un marciatore argentino.

## Palmarès
| Anno | Manifestazione          | Sede           | Evento         | Risultato | Prestazione | Note                                     |
| ---- | ----------------------- | -------------- | -------------- | --------- | ----------- | ---------------------------------------- |
| 2006 | Mondiali juniores       | Pechino        | Marcia 10000 m | 10º       | 45'09"42    |                                          |
| 2007 | Campionati sudamericani | San Paolo      | Marcia 20000 m | Bronzo    | 1h28'28"    |                                          |
| 2007 | Giochi panamericani     | Rio de Janeiro | Marcia 20 km   | 9º        | 1h34'45"    |                                          |
| 2008 | Giochi olimpici         | Pechino        | Marcia 20 km   | 40º       | 1h27'17"    |                                          |
| 2009 | Campionati sudamericani | Lima           | Marcia 20 km   | 6º        | 1h28'34"    |                                          |
| 2009 | Mondiali                | Berlino        | Marcia 20 km   | 37º       | 1h29'20"    | Miglior prestazione personale stagionale |
| 2011 | Campionati sudamericani | Buenos Aires   | Marcia 20 km   | 6º        | 1h23'09"    |                                          |
| 2011 | Mondiali                | Taegu          | Marcia 20 km   | 30º       | 1h30'00"    |                                          |
| 2011 | Giochi panamericani     | Guadalajara    | Marcia 20 km   | 20º       | 1h27'33"    |                                          |
| 2012 | Giochi olimpici         | Londra         | Marcia 20 km   | 22º       | 1h22'10"    |                                          |
| 2013 | Campionati sudamericani | Cartagena      | Marcia 20 km   | 5º        | 1h30'16"    |                                          |
| 2013 | Mondiali                | Mosca          | Marcia 20 km   | 45º       | 1h30'45"    | Miglior prestazione personale stagionale |
| 2014 | Giochi sudamericani     | Santiago       | Marcia 20 km   | 6º        | 1h24'45"    |                                          |
| 2015 | Campionati sudamericani | Lima           | Marcia 20 km   | Argento   | 1h23'56"    |                                          |
| 2015 | Giochi panamericani     | Toronto        | Marcia 20 km   | 8º        | 1h29'06"    |                                          |
| 2015 | Mondiali                | Pechino        | Marcia 20 km   | 42º       | 1h27'10"    |                                          |
| 2016 | Giochi olimpici         | Rio de Janeiro | Marcia 20 km   | 51º       | 1h27'27"    |                                          |
| 2017 | Campionati sudamericani | Asunción       | Marcia 20 km   | 4º        | 1h26'45"    |                                          |
| 2017 | Mondiali                | Londra         | Marcia 20 km   | 46º       | 1h24'49"    |                                          |
| 2019 | Campionati sudamericani | Lima           | Marcia 20 km   | 4º        | 1h26'19"    |                                          |
| 2019 | Giochi panamericani     | Lima           | Marcia 20 km   | 10º       | 1h26'42"    |                                          |
| 2021 | Campionati sudamericani | Guayaquil      | Marcia 20000 m | 4º        | 1h25'48"03  |                                          |
| 2022 | Mondiali                | Eugene         | Marcia 20 km   | 38º       | 1h29'47"    |                                          |
| 2022 | Giochi sudamericani     | Asunción       | Marcia 35 km   | 4º        | 2h39'56"    |                                          |
| 2023 | Campionati sudamericani | San Paolo      | Marcia 20000 m | 4º        | 1h24'01"    |                                          |
| 2023 | Mondiali                | Budapest       | Marcia 20 km   | 45º       | 1h27'29"    |                                          |
| 2023 | Giochi panamericani     | Santiago       | Marcia 20 km   | 12º       | 1h28'28"    |                                          |
| 2025 | Sudamericani            | Mar del Plata  | Marcia 20 km   | 5º        | 1h29'18"    |                                          |